# 285號美國國道
美國國道285號（U.S. Route 285），是一條南北向的美國國道，全程846英哩（1,362公里），經過德州、新墨西哥州及科羅拉多州。該道路的南部端點位於德州桑德森的90號美國國道交會口。285號美國國道的北部端點一直設在科羅拉多州的丹佛附近，早期的285號國道有越過丹佛向北延伸，但該路段現在是287號美國國道的一部分。今天，高速公路的北部端點位於丹佛，在25號州際公路的201號出口處。
285號美國國道是85號美國國道的次級路線，兩者在丹佛都會區相交，理論上又在新墨西哥州的聖塔菲相交（由於85號美國國道在新墨西哥州與25號州際公路共線，因此在該州不再標示85號美國國道）。285號美國國道還在德州的斯托克頓堡與同級路線385號美國國道相交。

## 外部連結
- Endpoints of US highway 285 （页面存档备份，存于）
- Map index for photos taken along the entire length of US 285 （页面存档备份，存于）